# Primo amore, ultimi riti
Primo amore, ultimi riti è una raccolta di racconti di Ian McEwan. Venne pubblicata per la prima volta nel 1975 da Jonathan Cape e ripubblicata nel 1997 da Vintage.

## Contesto
La raccolta è il primo lavoro pubblicato di McEwan ed è stata considerata dall'autore (insieme alla sua seconda raccolta di racconti, Fra le lenzuola) come un'opportunità per sperimentare e trovare la sua voce come scrittore. In un'intervista del 1979 con Christopher Ricks, McEwan ha commentato: "Erano una specie di laboratorio per me. Mi hanno permesso di provare cose diverse, di scoprire me stesso come scrittore". Come opera che ritrae McEwan, lo scrittore, nella sua giovinezza, forse è giusto che il tema dominante sia quello dell'adolescenza, della divisione confusa e pericolosa tra infanzia e età adulta; inoltre i temi del sesso, della perversione e del grottesco nelle sue molteplici forme sono presenti ovunque.

## Racconti
Il libro è composto da otto racconti, con la storia che dà il titolo alla raccolta posta come settima:

### L'ultimo giorno d'estate(Last Day of Summer)
Il racconto è la storia inquietante di un ragazzino di dodici anni che, avendo perso sua madre, trova un'altra figura materna in Jenny, una donna grande che viene a vivere con lui. In uno dei loro tanti viaggi sul Tamigi in barca a remi, Jenny e la piccola Alice muoiono annegate. L'evento è descritto in modo ossessionante da McEwan "Jenny è grande e la mia barca è piccola... scorre velocemente come un otturatore di macchina fotografica" e non sentiamo alcun giudizio morale, nessun rimorso, solo il narratore "aggrappato al guscio verde senza niente nella mia mente." Il significato sembra tanto più pesante per questo motivo, Kiernan Ryan crede che in realtà suggerisca una "fantasia matricida."

### Fatto in casa(Homemade)
La seconda storia della raccolta, è una storia inquietante di un adolescente soddisfatto di sé, fiducioso nella sua capacità di superare il suo amico in ogni disciplina "adulta": bere, fumare, ecc., finché non si rende conto di essere ancora vergine. Il protagonista decide quindi di fare sesso con la sorella di dieci anni, che non trova affatto attraente, con la grottesca pretesa di giocare a 'Mamma e Papà'.

### Farfalle(Butterflies)
In una delle sue passeggiate in città, un uomo socialmente isolato incontra una ragazza e si mette a camminare con lei. All'arrivo in un canale arido e deserto, le chiede di toccargli il pene e dopo la annega.

### Geometria solida(Solid Geometry)
Il protagonista evita sua moglie, Maisie (che sembra disperata di suscitare un certo affetto da lui) a favore della lettura del diario movimentato del suo bisnonno. Ryan vede il diario come un "simbolo dell'eredità patriarcale", ed è giusto che fornisca al protagonista i mezzi per sbarazzarsi di sua moglie una volta per tutte. Legge una sezione in cui il suo bisnonno vede uno scienziato contorcersi il corpo in un modo che lo fa scomparire dentro di sé, e lo applica a sua moglie.

### Conversazione con l'uomo dell'armadio(Conversation with a Cupboard Man)
Un giovane, che è stato trattato da bambino dalla madre fino all'età di diciassette anni, viene cacciato di casa quando la donna decide di risposarsi ed è così costretto ad imparare a badare a se stesso.

### Cocker a teatro(Cocker at the Theatre)
Il racconto più breve della raccolta è il racconto di alcune coppie di attori che simulano il sesso, solo per essere interrotte da una coppia che fa sesso per davvero.

### Primo amore, ultimi riti(First Love, Last Rites)
Il racconto che dà il titolo alla raccolta racconta la storia di un uomo e della sua amante adolescente, Sissel, che si godono una lunga estate d'amore.

### Travestimenti(Disguises)
Un ragazzo, Henry, viene preso sotto l'ala dell'eccentrica zia, che gli fa indossare costumi elaborati per i loro pasti serali. Le cose diventano strane quando Henry si trova di fronte ad un costume composto da una parrucca ed un abito da ragazza. La strana pressione sulla sua sessualità viene rilasciata quando si innamora di Linda, e McEwan sembra sciogliere la mascolinità del ragazzo facendolo divertire nel vestito della ragazza "invisibile dentro questa ragazza". Il finale è tutt'altro che conclusivo e non sappiamo cosa ne sarà di Henry.
È stato suggerito da tutti i critici che, oltre all'adolescenza, le storie ruotano attorno alla difficoltà di diventare un "uomo", in qualunque la società consideri un uomo. McEwan ha descritto gli adolescenti come "i perfetti estranei" e attraverso il suo uso di narrazioni in prima persona in questa raccolta si concentra su quel periodo di transizione difficile e spesso scioccante.

## Premi
Primo amore, ultimi riti ha ricevuto il Somerset Maugham Award nel 1976; casualmente, l'amico di McEwan Martin Amis era stato l'autore precedente a ricevere il premio.

## Accoglienza
La collezione è stata ben accolta dalla critica. Nel Dictionary of Literary Biography, John Fletcher scrisse: "Una scrittura del genere sarebbe semplicemente sensazionale se non fosse, come quella di Kafka, puntata, così accurata, così incapace di rimanere inorridita. Nella scrittura contemporanea ci si deve rivolgere al francese. letteratura per incontrare un simile contrasto tra l'eleganza del linguaggio e la qualità inquietante del materiale; nello scrivere in inglese McEwan è del tutto unico." Il critico Robert Towers ha descritto l'Inghilterra di McEwan in The New York Review of Books come "un deserto piatto, disseminato di macerie, popolato da mostri e mostri, la maggior parte di loro si articola abbastanza da raccontare le proprie storie con un potere narrativo affascinante e un istinto incrollabile per il dettaglio perfetto e disgustoso"; Towers ha definito la raccolta "forse il più brillante e sinistro lotto di racconti usciti dall'Inghilterra dai tempi di The Wrong Set di Angus Wilson."
Sul The New York Times, Michael Mewshaw ha affermato che "anche la sinossi della trama più misurata può rendere queste storie sensazionali o leggermente psicopatiche [...] Ma ciò che suona lurido e macabro in sintesi appare sulla pagina come toccante e spesso attraente. Questo è un tributo a Ian McEwan, un giovane scrittore britannico che ha uno straordinario talento nell'umanizzare personaggi potenzialmente sgradevoli." Mentre Mewshaw sosteneva che i personaggi centrali di "Fatto in casa" e "Conversazione con l'uomo dell'armadio" fossero letterari e sofisticati in misura incompatibile con le loro situazioni, Mewshaw scrisse anche che le storie "indicano subito che [McEwan] è uno scrittore di arguzia, fantasia e incisività." Un articolo sfavorevole è apparso su Kirkus Reviews, tuttavia, dove il recensore si lamentava: "Non ci sono elementi di bella invenzione disegnata e sorpresa qui - solo troppo letteralmente riesce a sporcarsi le mani. [...] Una sorta di provocazione, ma è davvero giustificata da tale un fetore travolgente?"
David Malcolm ha dichiarato nel 2002 che "Cocker a teatro" è "forse la più debole delle storie" ma si riferiva alle altre come "evocazioni piuttosto dettagliate e minuziose di umore e sentimenti, di desiderio, vergogna, incertezza, disgusto, e confusione." Lucas Wittmann del The Daily Beast ha elencato la raccolta nel 2010 come uno dei più forti lavori pre-Espiazione di McEwan insieme alla sua altra raccolta di racconti, sostenendo: "In tutte queste storie giace l'essenza della visione immaginaria di McEwan, e per ogni fan del suo lavoro, questo è il punto da cui iniziare a capire come si è evoluto come scrittore anche se non ha mai rinunciato a trovare l'umanità e l'umorismo oscuro nelle nostre debolezze collettive." Al contrario, Sandra Martin ha scritto su The Globe and Mail che McEwan si è evoluto come artista sin dai suoi primi lavori e che Primo amore, ultimi riti è tra i libri in cui l'autore è uno "shocker letterario" piuttosto che un "romanziere innovativo e compassionevole", paragonandolo al punk rock.

## Adattamenti cinematografici
Dal racconto "L'ultimo giorno d'estate" è stato tratto nel 1984 il film televisivo Last Day of Summer, diretto da Derek Banham ed interpretato da Annette Badland nel ruolo di Jenny e Graham McGrath in quello di Tom.
Dal racconto "Farfalle" Wolfgang Becker ha tratto nel 1988 un film intitolato Farfalle. Dallo stesso racconto nel 2005 Max Jacoby ha tratto il cortometraggio Butterflies.
Dal racconto "Geometria solida" è stato tratto nel 2002 un cortometraggio televisivo intitolato Solid Geometry. Questo adattamento è stato diretto da Denis Lawson ed interpretato da Ewan McGregor nel ruolo di Phil e da Ruth Millar in quello di Maisie.
Dal racconto "Conversazione con l'uomo dell'armadio" è stato tratto nel 1993 il film Conversazione con l'uomo dell'armadio, diretto da Mariusz Grzegorzek.
Dal racconto "Primo amore, ultimi riti" è stato tratto un film del 1997 intitolato First Love, Last Rites. Il film, diretto da Jesse Peretz, è stato interpretato da Natasha Gregson Wagner nel ruolo di Sissel e Giovanni Ribisi in quello di Joey.

## Edizioni
- Ian McEwan, Primo amore, ultimi riti, traduzione di S. Bertola, Einaudi, 1979,  p. 153.